# Девушка в лабиринте
«Девушка в лабиринте» (итал. L'uomo del labirinto) — кинофильм 2019 года режиссёра Донато Карризи, основанный на его одноимённой книге, выпущенной в 2017-м году. В фильме снимались Тони Сервильо, Валентина Белле, Винисио Марчиони и Дастин Хоффман. Трейлер фильма вышел 25 августа 2019 года. Фильм вышел в итальянских кинотеатрах 30 октября 2019 года. Основная часть фильма была снята в Риме. На фестивале Noir in Festival 2019 года фильм номинировался на премию Кальяри.

## Сюжет
Тринадцатилетняя школьница Саманта Андретти была похищена по дороге в школу. Спустя 15 лет, благодаря анонимному телефонному звонку, её находят возле болота, со сломанной ногой. Телевизионные новости сообщают о том, что найденная девушка была помещена в больницу, и с ней работает профайлер доктор Грин. Узнав новости, частный сыщик Бруно Дженко, которому родители девушки изначально поручили найти её (и который тогда отказался помочь), спустя 15 лет, в ожидании скорой неминуемой смерти от неизлечимой сердечной болезни, всё-таки решает провести собственное расследование. Сыщик находит калеку, позвонившего в полицию, который сообщает ему, что видел рядом с брошенной на болоте девушкой человека в маске кролика.
Дженко посещает архив пропавших без вести, где находит Саймона Бериша. Саймон Бериш работает в одиночестве (хотя везде вместе с ним ходит маленькая молчаливая девочка, вынужденная даже ночевать на диване в архиве) — его единственная коллега, Мила Васкес, уже 24 часа не выходит на связь (поскольку напала на след в каком-то из расследуемых дел). Саймон Бериш помогает Дженко выяснить, что в одном из случаев похищения уже фигурировали кролики. Робин Бассо, добрый и послушный мальчик, похищенный в детстве и найденный через три дня, впоследствии начал проявлять агрессию и заживо хоронить кроликов на ферме, где был размещён после отказа родителей от родительских прав. Дженко отправляется в бывший семейный приют где ранее находится мальчик, где старая управляющая рассказывает о «детях тьмы» (то есть пропавших, но потом объявившихся) и показывает ему комикс о кролике Банни, принадлежащий Бассо. Внезапно старуха оглушает Дженко. Придя в себя в подвале, Дженко слышит дружеский диалог между старухой и незнакомцем; диалог заканчивается убийством старухи. Дженко удаётся сбежать от убийцы, но он забывает на столе свой мобильный телефон.
Обратившись к специалисту, Дженко выясняет, что безобидный детский комикс о кролике выполнен в средневековой манере: в приложенном к рисункам зеркале отражаются изображения бесов. Придя к своему единственному другу, проститутке Линде, Дженко застаёт её мёртвой. В ванной он находит раненого мужчину по имени Питер Лай в маске кролика, который говорит, что он клиент Линды, что убийца застал их в постели и заставил его надеть маску. Лай говорит, что узнал убийцу, время от времени этот человек приходил к нему домой ухаживать за садом. Дженко устанавливает, что у садовника есть особая примета — родимое пятно, обрамляющее нос, а также понимает, что убийца пришёл к Линде, найдя её благодаря оставленному в приюте телефону.
Дженко возвращается в архив пропавших без вести, чтобы найти фотографию Робина Бассо в детстве и продолжить расследование. Фотографии нет, но в деле Бассо говорится о церкви, которую тот посещал в детстве. В церкви Дженко всё же находит фотографию Робина Бассо, где он изображён рядом с другим мальчиком. Благодаря приходскому священнику Дженко выходит на старика Себастиана, бывшего ризничего, которого все звали Банни.
Разыскав старика, Дженко показывает ему фотографию Робина Бассо. Старик рассказывает свою историю знакомства с комиксом о кролике Банни и сообщает Дженко, что мальчика рядом с Робином на фотографии зовут Пол. Сыщик находит трейлер Пола, но испытывает сердечный приступ. Появляется Пол, у которого есть родимое пятно вокруг носа. Тогда умирающий Дженко понимает, что Робин Бассо — это другой мальчик на фотографии, и это тот самый мужчина, «раненый» в доме Линды. Дженко умирает в больнице, а при попытке Робина Бассо добраться до Саманты полиция арестовывает его.
Параллельно с расследованиями Бруно Дженко развивается и другая сюжетная линия. Полностью потерявшая память девушка приходит в себя в больничной палате, где ей помогает восстановиться пожилой доктор Грин. С его помощью она осознаёт, что её зовут Саманта Андретти, что она была похищена 15 лет назад, но смогла сбежать от похитителя, и что теперь совместными усилиями они должны восстановить её память, чтобы суметь найти похитившего её преступника. Девушка измучена и в плохом состоянии — её нога сломана и загипсована, а разум затуманен большим количеством психотропных препаратов, который ей вводил похититель; но постоянное внутривенное переливание очищающих её кровь препаратов постепенно помогает ей избавиться от их воздействия, а наводящие вопросы доктора Грина помогают ей вспомнить, что происходило после похищения. Девушка рассказывает доктору, как была заперта в лабиринте, где, чтобы выжить, должна была решать различные головоломки и принимать тяжёлые решения.
Вопросы доктора помогают девушке постепенно собрать из множества фрагментов всю картину того, что происходило с ней за это время, но в её памяти до сих пор возникают провалы, с которыми доктор успешно справляется наводящими вопросами и подсказками. Так, в какой-то момент она вспоминает, что в лабиринте она не всегда была несчастна — однажды у неё появилась кошка. Доктор подсказывает девушке посмотреть на живот под пижамой, где та находит след от кесарева сечения и осознаёт, что память подвела её и заменила воспоминания о её собственном ребёнке воспоминаниями о кошке; после чего девушка осознаёт и вспоминает в подробностях и происходившее с ней сексуальное насилие, после которого она и забеременела. Доктор Грин даёт ей понять, что её ребёнок может по-прежнему быть в лабиринте.
Помощь доктора Грина приводит к тому, что девушка вспоминает всё больше и больше подробностей, и доктор воодушевлён прогрессом, сообщая ей, что это чрезвычайно помогает следствию найти преступника — фактически, они ищут преступника в её голове. Тем не менее однажды девушка замечает, что силуэт стоящего за стеклянной дверью и обычно неподвижного полицейского нереалистично перемещается вбок; она незаметно для доктора выбирается из палаты, после чего осознаёт, что была обманута: «больничная палата» сама находится в лабиринте, стоявший за дверью полицейский был манекеном в полицейской форме, а телевизионные трансляции, которые доктор ей показывал, были записаны на видео.
Девушка возвращается в палату, а когда «доктор Грин» возвращается в палату — расспрашивает его и понемногу выводит на откровенность. На самом деле её нога не сломана (а гипс на её ноге только потому, что он упоминается в новостях про реальную Саманту); «очищающие её кровь» препараты сами были психотропными; значительная часть её «воспоминаний» — индуцированные галлюцинации; настоящую Саманту Андретти нашли год назад, а «доктор Грин» играет с девушкой в игры, по его словам, уже 367 дней, и после этого признания произойдёт «то же, что и всегда» — память девушки опять будет очищена психотропными препаратами, она уснёт, и игра начнётся в очередной раз. Девушка сообщает «доктору», что этот раунд выиграла она, оглушает его ударом загипсованной ноги и выбирается из лабиринта. В процессе её спасения становится понятно, что она — это и есть сотрудница архива Мила Васкес (а девочка, постоянно ходившая с Саймоном Беришем — это её дочь, что объясняет шрам от кесарева сечения), пропавшая, когда напала на след «доктора Грина».
В финале, когда обе сюжетные линии раскрываются, выясняется, что реальная Саманта Андретти не в состоянии что-либо сказать из-за своего сложного психического состояния — реальный доктор Грин (достаточно молодой, по сравнению с «доктором Грином» Милы Васкес) рассказывает про это Саймону Беришу. Во флешбэке мы видим, что незадолго до того, как Бруно Дженко вернулся к расследованию, он познакомился в кафе с «доктором Грином», который во время незначительной беседы проговаривается, что вышел на пенсию и «придумывает различные головоломки и лабиринты».

## В ролях
- Дастин Хоффман — доктор Грин
- Тони Сервилло — детектив Бруно Дженко
- Валентина Белле[англ.] — Мила Васкес
- Виничо Маркони — Симон Бериш
- Луис Ньеко — Мордехай Люман
- Серджио Гросини — Робин Бассо/Петер Лай
- Рикардо Чичонья — Паул Масински
- Катерина Шульга — Линда
- Орландо Чинке — Бауэр